# Mahaka Ponds
Die Mahaka Ponds sind eine zwei benachbarte Tümpel im ostantarktischen Viktorialand. In der Cruzen Range liegen sie am südlichen Ende des Gebirgskamms Conrad Ledge auf der Hochebene The Fortress.
Das New Zealand Geographic Board benannte die 2005 noch als Greenfield Ponds benannten Tümpel im Jahr darauf nach dem maorischen Begriff für Zwillinge.